# حديقة غابة فورنيا
حديقة غابة فورنيا Furnya Forest Park هي حديقة غابة تقع في الغامبيا. أنشأت عام 1954 وتغطي مساحة 405 هكتارا.